# Il mio giorno preferito
Il mio giorno preferito è l'unico album in studio del gruppo musicale Troupe D'Elite, pubblicato il 26 maggio 2014 indipendentemente sul sito della Honiro.
In seguito alla pubblicazione dell'album, il gruppo si sciolse.

## Tracce
1. TD'E Anthem
2. After party
3. Il mio giorno preferito
4. Maria (feat. Guè)
5. In Apnea
6. Come Milano
7. Noritaka
8. In mano ai miei
9. Supercar
10. Senza pioggia non verrà
11. Les enfants terribles
12. Supereroe (feat. Bzilla)
13. Bastardo

## Formazione
- Ghali - rap
- Ernia - rap
- Maite - rap, canto
- Fonziebeat - produzione